# 1999 en journalisme
Cet article présente les faits marquants de l’année 1999 en journalisme.

## Évènements
- Création du journal Fakir.